# Харківський театр для дітей та юнацтва
Харківський театр для дітей та юнацтва (колишня назва Харківський театр юного глядача) — один із найстаріших театрів для дітей в Україні, заснований у Харкові 1920 з ініціативи Вищої театральної школи. Театр, що мав складну історію, пережив декілька відроджень, зумів відбудуватись після пожежі, але все одно залишається одним з особливих для глядачів колективом, незважаючи на доволі насичене театральне життя.

## Історія створення
Харківський театр для дітей та юнацтва створено на базі Першої державної театральної школи за участю професора Харківського університету ім. В. Н. Каразіна Олександра Івановича Білецького. Завідувачем школою був призначений Сергій Павлович Пронський, а художнє керівництво очолив режисер Микола Миколайович Синельников. Школі було надано порожнє приміщення колишнього театру мініатюр, так званого «Катерининського театру» (побудованому в 1835 році), де в грудні 1920 року виставою «Злий галл» за п'єсою Миколи Толмачева відкрився «Театр казки», пізніше перейменований в Перший державний театр для дітей.. В той період в театрі працювало чимало знакових для театрального мистецтва особистостей.
Одну з перших вистав, «Подвиги Геркулеса», оформляв Микола Павлович Акімов — згодом відомий театральний художник, режисер і педагог, довгий час очолював Ленінградський театр Драми і комедії на Невському проспекті. Наступним етапним спектаклем став «Хубеане», прекрасну музику до якого написав композитор Ісак Осипович Дунаєвський, а декорації створив талановитий театральний художник Косарєв Борис Васильович, з ім'ям якого пов'язують виникнення авангардного живопису в Україні. Свій п'ятий ювілейний сезон театр відкрив п'єсою молодого українського драматурга Володимира Гжицького «По зорі», якій судилося стати першим зразком оригінального тексту української радянської п'єси для дітей.
З 1933 року театр має назву Театр юного глядача і отримує ім'я письменника Максима Горького.
У червні 1941 року Харківський ТЮГ був евакуйований в західну Сибір. Повернутися до Харкова театру не судилося. З 1944 року він починає працювати як Львівський ТЮГ.
У 1960 році на базі обласного драматичного театру і випускного курсу театрального інституту, яким керував народний артист СРСР Лесь Сердюк, у Харкові відроджений нині театр юного глядача, і 22 жовтня 1960 року він відкрив свій перший театральний сезон виставою за п'єсою М. Шатрова «Іменем революції» в постановці головного режисера Феоктиста Александріна. Також його назва в ці роки — Харківський театр юного глядача ім. Ленінського комсомолу.

## Творчій доробок ХТДЮ
На перших порах для театру його репертуарну політику в цей період визначають казки для малюків, героїчні розповіді про сучасників, спектаклі для молоді.
Під час ведення театру головним режисером Олександром Беляцьким для ТЮГу було характерними відверто умовні прийоми, звернення до глядача в прямій формі публіцистичність зонгів і віршів, велика кількість музики і пантоміми. Все це свідчить про те, що у театру вироблявся унікальний творчий почерк, який відрізняє його від інших театральних колективів.
Станом на сьогоднішній час в репертуарі театру 28 різних за стилем та жанром вистав для дошкільного, молодшого, середнього, старшого шкільного віку, а також для дорослих глядачів. Педагогічний підхід до репертуару і глядача багато в чому визначає діяльність театру сьогодні: для кожного віку створюється окремий репертуар, де враховуються особливості його сприйняття. Постановки на сцені цього театру стимулюють процес пізнання, гри і роздумів. Сьогодні колектив знаходиться в періоді активного творчого пошуку, відстоює право дитячого театру на універсалізацію художньої мови, а керівництво співпрацює як з початківцями, так і з визнаними майстрами сцени.

## Нагороди та перемоги
Творчі перемоги колективу принесли театру звання лауреата і дипломанта на багатьох міжнародних фестивалях. Постановки театру отримали визнання глядачів не тільки рідного міста, а й Санкт-Петербургу, Тбілісі, Києва, Волгограду, Бєлгорода, Пермі, Нарви, Брянська і багатьох інших міст, де з гастролями побував театр.
Так, ще на початку свого становлення в 1962 році на Всесоюзному огляді театрів постановка за п'єсою В. Коростильова «Про що розповіли чарівники» (режисери О. Сенявський та Ф. Александрін) була нагороджена Дипломом ІІ ступеня.
Вистава «Кульбаба» А. Брунштейну в постановці Валерія Петрова отримала диплом I ступеня на Республіканському огляді дитячих вистав, а спектакль за п'єсою Л. Філіпенко «Звернення до Петра» в постановці заслуженого діяча мистецтв А. Литко — Всесоюзної премії Міністерства культурі СРСР в 1975 році. Вистава за п'єсою «Вони і ми» Н. Долиніна підірвала театральне життя міста і була нагороджена дипломом I ступеня на Республіканському огляді дитячих вистав у 1967 році.
У 2004 році режисер Олександр Миколайович Драчов за виставу «Лускунчик» Теодора Гоффмана отримав муніципальну премію ім. Мар'яна Крушельницького в номінації «Краща режисерська робота».
У 2007 році колектив Харківського театру юного глядача визнано найкращим у двох номінаціях І-го Всеукраїнського фестивалю «ТЮГ-2007» — за найкращу жіночу роль та найкращу сценографію.

## Керівництво театру

### Директори
До 2007 року театром керував Заслужений працівник культури України Леонід Георгійович Космін.
З 2007 по 2011 роки директором театру була Заслужений працівник культури України Лариса Михайлівна Дедюля.
З 2011 року посаду директора театру займає колишній актор театру Андрій Федорович Гапановіч.
З 2020 року театром керує Цвілая Тетяна Володимирівна.

### Головні режисери та режисери, що були знаковими для театру
У 1935 році головним режисером театру стає учень Леся Курбаса, березілец Володимир Скляренко.
У 60-х роках ХХ сторіччя головним режисером ТЮГу був Феоктист Александрін.
Режисером постановником в той час був і Олексій Глаголін.
Після Александріна головним режисером стає Л. Хаїт. Коли на зміну Ф.Александріну в театр прийшов Леонід Хаїт, на сцену увірвався дух сучасності. Режисер тонко відчував ті соціальні зміни в суспільстві, які викликала «хрущовська відлига». Вдалі спектаклі йшли один за іншим. У 1968 році Л. Хаїт, відгукнувшись на запрошення Сергія Образцова, їде працювати до Московського театру ляльок, і ТЮГ очолює Геннадій Макарчук.
В цей період на сцені ставлять свої постановки і такі режисери як Лариса Величко, Володимир Гольштейн і Римма Степаненко. Трохи пізніше до них приєднуються режисери Валерій Петров, Сергій Васильєв і Володимир Туманов, які потім змінить Геннадія Макарчука на посаді головного режисера.
Після пожежі в 1972 році ТЮГ довго поневірявся по клубах, поки тимчасово влаштувався в палаці культури «Харчовик», чекаючи поки він устоїть згоріле приміщення. Для того, щоб в таких умовах вижити, потрібно було налагодити безперебійний випуск нових вистав, не втратити глядачів, поповнити трупу молодими акторами. І перш за все, потрібен був режисер, який зміг би повести колектив за собою. Таким режисером виявився Олександр Беляцкий. Саме він став лідером у важкий період поневірянь і зумів в складний час домогтися творчого підйому. У 1977 році А. Беляцкий поставив спектакль «Листи до друга» А. Лиханова і І. Шура. Спектакль отримав широкий резонанс, і в житті театру почалася нова епоха. Працюючи над виставою, Беляцкий виношував думку про створення трилогії про харків'ян, другим спектаклем якої стала п'єса харківського драматурга З.Сагалова «Початок фанфарного маршу», написана за творами Антона Макаренка. Прологом героїко-романтичної трилогії став спектакль за п'єсою М. Шатрова «Іменем революції», в якому грали заслужений артист України Володимир Антонов, народний артист України Всеволод Чайкін, заслужений артист України Борис Товкач. Заключним акордом трилогії стає постановка «Запитай колись у трав», заснована на п'єсі українського драматурга Я. Стельмаха.
У 1983 році Олександр Беляцький переходить в Харківський академічний український драматичний театр імені Тараса Шевченка, і театр очолює Борис Варакин (1983—1989). Режисер Варакин особливу увагу приділяє розробці класичного репертуару. Поставлені ним вистави «Біг» М. Булгакова та «Ліс» О. Островського стали помітними подіями в театральному житті Харкова. Потім Варакин звертається до сучасної драматургії, підлітковій драмі. Режисер Борис Варакин працює в творчому тандемі з художником Сергієм Вербуком і композитором Іриною Губаренко.
З успіхом працюють на сцені Харківського ТЮГу в цей період інші режисери: Марк Ентін, Дмитро Прево, Юрій Погребіщенко, Анатолій Самохліб.
Дає театр зморгу спробувати себе в режисурі і акторам театру. Так, до режисерської когорти долучається Володимир Антонов. Першою постановкою народного артиста України Володимира Антонова, стала казка «Теремок» С. Маршака. Новаторство вистави полягало в тому, що працюючи над казкою, режисер повністю відмовився від тварин гримів і хвостів. Потім В. Антонов приступає до роботи над виставою «Син полку» по В. Катаєву, зламавши пов'язану з цим твором традицію — він запропонував роль Вані сонце не актрисі-травесті, а молодому випускникові театрального інституту Миколі Гармашу. У 1985 році на сцені завдяки В.Антонову ТЮГу з'являється дитячий мюзикл «День народження кота Леопольда», який користується глядацьким успіхом вже більше 30 років.
У 1993—1995 головним режисером театру був Леонід Садовський. В якості головного режисера залишив по собі значну творчу спадщину, збагативши його репертуар новими цікавими постановками, а трупу театру талановитими акторами. Як художник тяжів до постановки класичного матеріалу вітчизняної і зарубіжної класики.
З 1996 по 2013 роки головним режисером театру був заслужений діяч мистецтв України Юрій Борисович Старченко. Він виховав не одне покоління акторів і режисерів, багато з яких влилися в трупу театру.
Поряд з Юрієм Старченко працюють режисерами постановниками Андрій Сергійович Лебедь та Олександр Миколайович Драчов.
З 2013 по 2017 роки театром керує Олександр Миколайович Ковшун. За його сприяння відбулося створення та відкриття малої сцени театру, що отримала ім'я Олександра Беляцького в 2015 році.
З липня 2018 року головним режисером стає працюючий вже не один рік режисером-постановником Андрій Сергійович Лебедь.

### Головні художники та художники-постановники, що отримали визнання
- В. Ф. Константинов — головний художник (з початку 60-х до 1967)
- О. Є. Костюченко — художник-постановник (60-ті роки ХХ ст.)
- Сергій Йоффе — художник-постановник
- Тетяна Дмитрівна Пасічник — головний художник (з 1978 по 2015 рік)
- М. Г. Кужелєв — художник-постановник
- Сергій Вербук — художник-постановник (з початку 70х-80 роки ХХ ст.)
- Аркадій Андрійович Чадов — художник-постановник, головний художник (з 2015 року)[9]
- Олександр Семенович Абманов — художник-постановник

### Керівники літературної частини
- З. В. Сагалов

## Трупа
Актори періоду «Театру казки» (Першого державного театру для дітей):
- Марк Осипович Рейзен (був в складі трупи до 1930 р)

### Актори 60х-70х років
- Борис Товкач
- Лариса Прудкіна
- Ж. Савченко
- О. Шабельник
- П. Крамчанінов
- Олександра Павлова
- Яков Павлов
- В. Антонов
- П. Третьяк
- М. Шипша
- С. Шипша
- А. Резніченко
- В. Чайкін
- І. Пєтухов
- В. Юрченко
- Борис Варакін
- В. Мороз
- І. І. Аль-Нагаш
- В. С. Волчанецька
- В. Д. Дидик
- Н. О. Добровольська
- І. Д. Фарбаржевич

### Актори 70х-80х років
- О. Єрмаков
- Анатолій Подорожко
- А. Бойко
- Лариса Луніна
- Тетяна Петровська
- Ольга Двойченкова
- Микола Сараєв
- О. Малий
- Ю. Божко

### Склад трупи станом на 2010 рік
- Віталій Бондарєв
- Сергій Городецький
- Микола Сараєв
- Роман Фанін
- Михайло Чатченко
- Юрій Суржко
- Сергій Лістунов
- Ркуслан Духницький
- Вячеслав Голошумов
- Руслан Романов
- Олександр Калмиков
- Юрій Николаєнко
- Іван Михальченко
- Євген Колесник
- Андрій Бєліков
- Максим Жданович
- Ольга Двойченкова
- Галина Місюкевич
- Вікторія Бєлая
- Людмила Удачина
- Марія Бессчетникова
- Людмила Вінівітіна
- Ольга Єфимченко
- Сусанна Борисенко
- Олена Дрокіна
- Ольга Дружченко
- Олена Романова
- Дарія Терновська
- Тамара Лебедь
- Юлія Селіванова
- Світлана Симоненко
- Мирослава Филіппович

(У різні роки в театрі працювали і працюють відомі майстри сцени — народні артисти України В. Чайкін, В. Антонов, Ю. Головин; народні артисти Росії Володимир Конкін, О. Єрмаков, В. Петров; заслужені артисти України О. Біляцький, О. Двойченкова, Б. Товкач, В. Поляков; заслужений діяч мистецтв України, головний режисер театру Ю. Б. Старченко; провідні майстри сцени, С. Городецький, А. Малий, Н. Сараєв, Р. Фанін та інші.)

## Додаткова інформація
Вистави виконуються українською та російською мовами.